# Carpa (araldica)
In araldica la carpa compare di rado, e per lo più in stemmi dell'araldica civica. Simboleggia perseveranza.

## Posizione araldica ordinaria
La carpa, come quasi tutti i pesci, è abitualmente posta in fascia.

D'azzurro, alla carpa d'oro (Westerau, Germania)
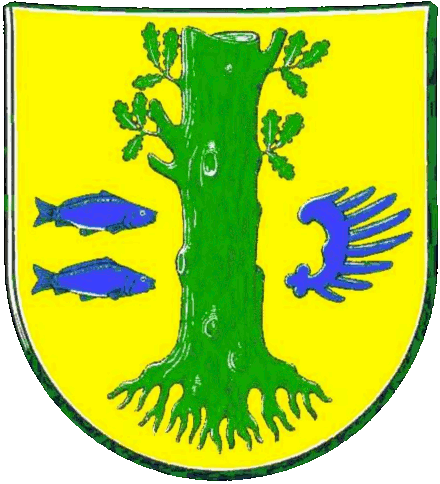
Due carpe rivoltate d'azzurro (Amt Nortorfer Land, Germania)
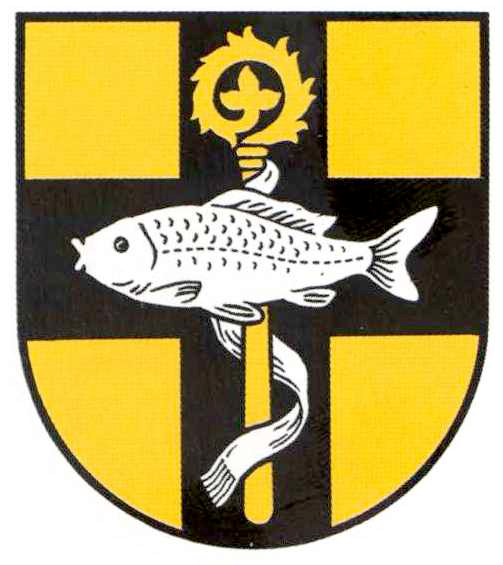
Carpa d'argento (Neuhof, Bad Sachsa, Germania)
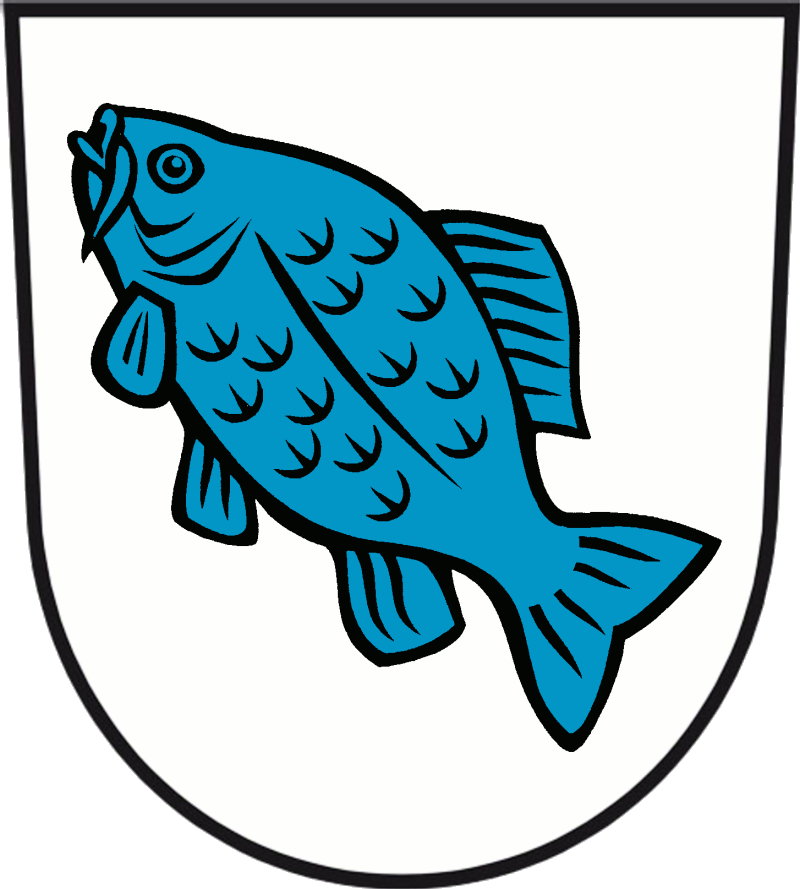
Carpa posta in banda (Nauen, Germania)
Tre carpe d'argento (Rybitví, Repubblica Ceca)
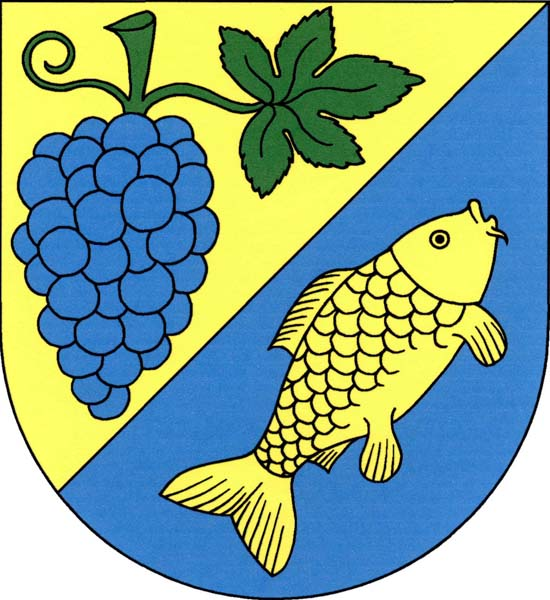
Carpa d'oro posta in sbarra (Kyškovice, Repubblica Ceca)